# Belga Sonorilo
La Belga Sonorilo ("La campana belga") è stato il primo giornale in lingua esperanto in Belgio. Il suo primo numero apparve nel settembre del 1902, pubblicato a proprie spese da Charles Lemaire e amministrato da Antoon Joseph Witteryck a Bruges. Nel 1906 divenne l'organo ufficiale della Belga Ligo Esperantista.
Nel 1908 divenne un giornale in lingua Ido e per questo motivo alcuni esperantisti di Anversa e Bruges fondarono la nuova rivista Belga Esperantisto.